# الطير (مركبة هبوط على القمر)
الطير أو الطائر Altair
هي مركبة هبوط على القمر كانت تقوم ناسا بتطويرها في إطار برنامج كونستليشن لاستخدامها في رحلات مأهولة إلى القمر. وهي مصممة لحمل رواد فضاء وأجهزة لبناء محطة على سطح القمر كانت مخطط لها لعام 2020. ولكن بعدما إلغت ناسا برنامج كونستليشن في أكتوبر 2010 أصبح استمرار تطوير مركبة الهبوط على القمر «الطير» غير مؤكد.
سميت مركبة الهبوط على القمر الجديدة في عام 2007 باسم  الطير 
.
وتم اختيار هذا الاسم لها تيمنا بمركبة الهبوط على القمر الأولى وكان اسمها «النسر» Eagle . وكلمة الطير مأخودة من النسر الطائر (نجم) ، وهو أشد النجوم لمعانا في كوكبة النسر الطائر
.

## مخطط البعثة
كان مخططا للبعثة أن تقلع الطير فضاء على متن صاروخ حامل من نوع أريس 5 وهذا الصاروخ يسمى في نفس الوقت مرحلة مغادرة الأرض أو وحدة مغادرة الأرض، أي توصيل مركبة الهبوط «الطير» إلى مدار حول الأرض أولا، لكي تشتبك مع مركبة فضاء أخرى تسمى «أوريون» أقلعت سابقا على متن صاروخ من نوع آريس 1 . ثم تطير المركبتين مشبوكتية بواسطة صاروخ مرحلة مغادرة الأرض إلى القمر. وبعد الوصول إلى مدار حول القمر تنفصل مرحلة مغادرة الأرض. مركبتي الطير وأوريون تتخذان مدارا حول القمر خلال ثلاثة أيام بواسطة محركات وحدة الهبوط «الطير». وخلال مرحلة الهبوط على القمر التي تستغرق نحو 5و2 ساعة ينتقل رواد الفضاء إلى مركبة الهبوط «الطير» ثم تنفصل المركبتان الطير وأوريون.
وتبقى الطير والأربعة رواد فضاء على سطح القمر، إما سبعة أيام أو لمدة قد تصل إلى 210 يوم في قاعدة يبنوها على القمر.
للعودة تنفصل وحدة الصعود عن وحدة الهبوط وتصعد في مدار حول القمر وتشتبك بالوحدة أوريون الموجودة في مدار حول القمر، وهي وحدة نقل فضائي. وقبل تشغيل محركات صواريخ العودة للمركبة أوريون تنفصل عنها وحدة الصعود لمركبة الطير. وتدخل أوريون في جو الأرض (وهي وحدة نقل وهبوط) ثم تتولى المظلات في الفترة الأخيرة من الهبوط العودة إلى الأرض في سلام.

## ومراجع
1. ↑  "NASA's Exploration Systems Architecture Study". nasa.gov. مؤرشف من الأصل في 2007-11-20. اطلع عليه بتاريخ 2007-11-13.
2. ↑  "NASA Names Next Generation Moon Lander 'Altair'" (بالإنجليزية). ناسا. 17 Oct 2008. Retrieved 2011-04-16.

## اقرأ أيضا
- أوريون (مركبة فضاء)
- سبيس إكس دراجون
- Ares V
- آريس 1